# Uruguay ai Giochi della XXXI Olimpiade
L'Uruguay ha partecipato ai Giochi della XXXI Olimpiade, che si sono svolti a Rio de Janeiro, Brasile, dal 5 al 21 agosto 2016, con una delegazione di diciassette atleti impegnati in otto discipline. Portabandiera alla cerimonia di apertura è stata la diciassettenne velista Dolores Moreira, alla sua prima Olimpiade.
Si è trattato della ventunesima partecipazione di questo paese ai Giochi estivi. Non sono state conquistate medaglie.

## Risultati

### Nuoto
| Atleta           | Evento     | Batterie | Batterie   | Semifinali      | Semifinali      | Finale          | Finale          |
| Atleta           | Evento     | Tempo    | Classifica | Tempo           | Classifica      | Tempo           | Classifica      |
| ---------------- | ---------- | -------- | ---------- | --------------- | --------------- | --------------- | --------------- |
| Martín Melconian | 100 m rana | 1:02"67  | 39ª        | non qualificato | non qualificato | non qualificato | non qualificato |